# Paul Darboux
Pour les articles homonymes, voir Darboux.
Paul Darboux, né le 10 mai 1919 à Cotonou et décédé le 17 juillet 1985 à Abidjan, est un commerçant et homme politique béninois. Il fut particulièrement actif et notable durant la période où le Bénin est connu sous le nom de Dahomey.

## Biographie

### Débuts
Paul Darboux naît à Cotonou dans une famille noble originaire de Djougou. Il s'impose comme un marchand influent et acquiert une position de pouvoir au sein des peuples Dendi et Wangara du nord du pays. Ambitieux sur la scène politique dahoméenne, il soutient financièrement les campagnes électorales du député Hubert Maga.

### Carrière politique
Lors des élections législatives du 17 juin 1951, le Dahomey obtient un siège supplémentaire à l'Assemblée nationale française. Maga, candidat à ce poste, choisit Darboux comme suppléant conformément à une loi électorale de mai 1951, qui stipule que chaque candidat doit désigner un remplaçant au cas où le premier candidat de l'autre parti n'atteindrait pas le troisième rang. Maga et Darboux remportent les élections.
En 1956, Darboux fonde la Défense des intérêts économiques (DIE), un parti politique. Ce parti sera ultérieurement renommé « Indépendants du Nord » puis « Union des Indépendants du Dahomey ». Lors des élections territoriales de 1957, il est élu député de Djougou après une élection serrée. Il forme une alliance avec Sourou Migan Apithy et est nommé ministre du Travail et des Affaires sociales dans le gouvernement Apithy en 1958. En tant que ministre, il exerce une influence notable sur le Syndicat des commerçants africains du Dahomey, qu'il utilise pour soutenir ses ambitions politiques.
Sous la présidence de Hubert Maga, Darboux occupe le poste de ministre de l'Économie et du Commerce de 1960 à 1963. Il renforce sa position dans la région de l'Atakora et du Donga, en particulier à Djougou. Le 28 octobre 1963, Christophe Soglo, alors chef d'état-major de l'armée dahoméenne, renverse Maga et établit un gouvernement provisoire. Darboux est emprisonné pour mauvaise gestion des ressources fiscales de l'État. Ses activités politiques restent ensuite peu documentées jusqu'en 1970, lorsqu'il soutient la campagne de Maga pour les élections présidentielles. Après la victoire de Maga le 7 mai 1970, Darboux est élu président de l'Assemblée consultative nationale. Cependant, après le coup d'État du 26 octobre 1972, l'Assemblée est dissoute.
En 1974, Darboux s'exile en Côte d'Ivoire où il décède le 17 juillet 1985 à Abidjan.

## Distinctions et décorations
Commandeur de l’ordre national du Dahomey (1962)